# Dagmar Facio Fernández
Dagmar Facio Fernández es una filóloga, administradora de restaurantes y política costarricense. Hija de Rodrigo Facio Brenes, destacado educador y rector de la Universidad de Costa Rica, y miembro fundador del Partido Liberación Nacional.
Dagmar Facio fue miembro fundador del Partido Acción Ciudadana y opositora al Partido Liberación Nacional, según sus propias palabras, buscaba causar daño al PLN al que critica por girar a la derecha y no hacer honor al legado socialista democrático de su padre. Facio se separa del PAC en el 2002. Opositora al Tratado de Libre Comercio con Estados Unidos que fue refrendado mediante el referéndum respectivo y promovido por el gobierno del liberacionista Óscar Arias. Facio fue elegida candidata a vicepresidente del izquierdista Partido Frente Amplio como compañera de fórmula del candidato presidencial, el diputado José María Villalta, para las elecciones presidenciales de Costa Rica de 2014.